# Christian Precht
Christian Precht (30 de noviembre de 1706, Estocolmo-17 de septiembre de 1779) fue un artesano, orfebre y caricaturista sueco, hijo del escultor y ebanista Burchard Precht.
Después de aprender con su padre, continuó su educación en Inglaterra con el orfebre Augustin Heckel de 1727 a 1729 y en la Academia de Bellas Artes de París, después de lo cual permaneció en Alemania de 1730 a 1731. Después de regresar a Suecia, trabajó para el orfebre Gustaf Stafhell el Viejo y, junto con su hermano Gustaf Precht, se hizo cargo del taller y la tienda de su padre cuando éste murió en 1738. 
Christian Precht diseñó, entre otras cosas, platería y mobiliario para la corte y la nobleza, así como patrones de loza para la fábrica de porcelana de Marieberg y probablemente también para Rörstrand. Se le considera el primero en Suecia en aplicar el lenguaje rococó.